# 그물자리 제타
그물자리 제타(ζ Ret)는 지구에서 그물자리 방향으로 약 39광년 떨어져 있는 쌍성계이다. 하늘이 매우 맑을 경우 맨눈으로도 볼 수 있지만, 북회귀선 위의 나라들에서는 볼 수 없다.

## 특징
원래 은하 헤일로의 항성종족 II 준왜성으로 생각되었으나 현재 제타의 구성원인 두 별은 은하 원반의 별들보다 젊은 것으로 알려져 있다.(그럼에도 80억 살 정도로, 태양보다는 나이가 더 많다) 이들은 허큘리스자리 제타 이동성군의 일원이다. 두 별은 고유 운동이 같고 거리도 가까운 편이라서 서로 멀리 떨어진 쌍성으로 생각된다. 두 별은 9,000 천문단위 떨어져 있다. 멀리 있는 만큼 자전 주기는 무려 1백만 년 정도나 된다. 날씨가 충분히 좋을 경우 맨눈으로도 이 두 별이 떨어져 있는 모습을 관찰할 수 있다.
그물자리 제타를 이루는 두 별인 그물자리 제타1과 그물자리 제타2는 우리 태양과 매우 비슷한 주계열성이다. 이들을 도는 가스 행성은 발견된 적이 없지만, 지구처럼 작은 행성이 존재할 가능성은 아직 남아 있다. 그러나 제타1과 제타2 모두 중원소 함량이 태양의 60퍼센트 정도에 불과하다. 현재 우리의 지식에 의하면 중원소 함량이 적을수록 지구형 행성이 생성되어 있을 확률은 낮다.
그물자리 제타1은 태양보다 질량이 근소하게 작고 좀 더 어둡다. 분광형은 G2.5V이다.
그물자리 제타2는 질량 및 밝기가 태양과 거의 같다. 이 별의 분광형은 G1V이다. 1996년 9월 20일 제타2 주변에 가스 행성이 있다고 추측했으나 이후 항성의 맥동 현상을 행성의 존재로 착각한 것으로 드러났다.

## 같이 보기
- 가까운 밝은 별 목록